# توماس ناتزسسحي
توماس ناتزسسحي (بالألمانية: Thomas Nitzsche)‏ هو سياسي ألماني، ولد في 1 ديسمبر 1975 في ألمانيا. حزبياً، نشط في الحزب الديمقراطي الحر. وقد انتخب اللورد العمدة ينا (1 يوليو 2018 – ).